# USS K-7 (SS-38)
USS K-7 (SS-38) bila je sedma američka podmornica klase K. 

## Povijest
Izgrađena je u brodogradilištu Union Iron Works u San Franciscu. Porinuta je 20. lipnja 1914. i u operativnu uporabu primljena je 1. prosinca 1914.

### Operativna uporaba
Pridružena Pacifičkoj Torpednoj Flotili, 26. prosinca plovi prema San Diegu kako bi uz Kalifornijsku obalu provodila obuku i izvodila vježbe. Nakon povratka u San Francisco 4. lipnja 1915., 3. listopada upućuje se prema Havajima. Tu provodi testiranja novih torpeda te razvija nove taktike podmorničarskog ratovanja. Pearl Harbor napušta 31. listopada 1917. kako bi kroz Panamski kanal došla u Atlantske vode i u Meksičkom zaljevu provodila ophodne zadatke.